# Синополи
Синополи (итал. Sinopoli) — коммуна в Италии, располагается в регионе Калабрия, подчиняется административному центру Реджо-Калабрия.
Население составляет 2329 человек, плотность населения составляет 93 чел./км². Занимает площадь 25,78 км². Почтовый индекс — 89020. Телефонный код — 0966.
Покровительницей коммуны почитается Пресвятая Богородица (Madonna delle Grazie), празднование 23 апреля.